# Mistrzostwa Polski w piłce siatkowej mężczyzn (1937)

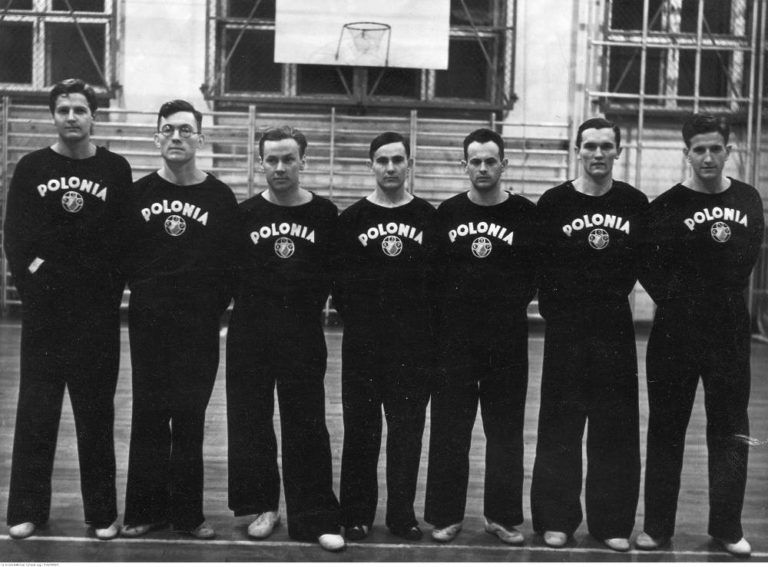
Polonia Warszawa - złota drużyna

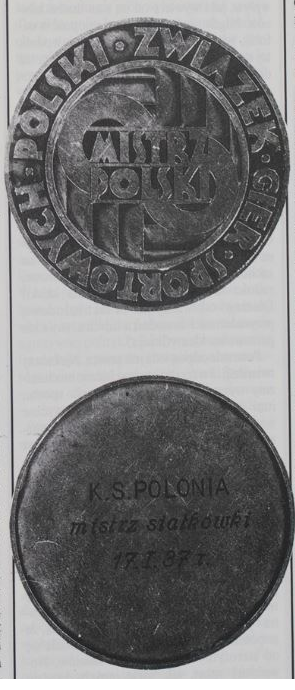
Złoty Medal Polonii Warszawa

Mistrzostwa Polski w piłce siatkowej mężczyzn 1937 – 8. edycja rozgrywek o mistrzostwo Polski w piłce siatkowej mężczyzn. Rozgrywki miały formę turnieju rozgrywanego w Warszawie. W turnieju mogły wziąć udział drużyny, które zwyciężyły w eliminacjach okręgowych, oraz aktualny mistrz Polski. Pierwszy raz rozgrywany w hali. 

## Rozgrywki
Uczestniczące w mistrzostwach drużyny zostały podzielone na dwie grupy, z których do finału kwalifikowały się po dwa zespoły. W grupach i w finale grano systemem każda drużyna z każdą.
- Grupa I : AZS Warszawa,  YMCA Kraków, Sokół Piotrków Trybunalski, Jedność Ostrów Wielkopolski, WKS Łódź.

 Wyniki grupy I 
| Data       | Drużyna 1                  | Wynik | Drużyna 2                   | Sety              |
| ---------- | -------------------------- | ----- | --------------------------- | ----------------- |
| 15.01.1937 | AZS Warszawa               | 2:0   | Sokół Piotrków Trybunalski  | 15:1, 15:6        |
| 15.01.1937 | WKS Łódź                   | 2:0   | Jedność Ostrów Wielkopolski | 17:15, 15:0       |
|            |                            |       |                             |                   |
| 15.01.1937 | AZS Warszawa               | 2:0   | YMCA Kraków                 | 15:8, 15:5        |
| 15.01.1937 | Sokół Piotrków Trybunalski | 2:0   | Jedność Ostrów Wielkopolski | 15:13, 15:7       |
|            |                            |       |                             |                   |
| 15.01.1937 | YMCA Kraków                | 2:0   | WKS Łódź                    | 15:8, 15:12       |
| 16.01.1937 | YMCA Kraków                | 2:0   | Jedność Ostrów Wielkopolski | 15:6, 15:4        |
|            |                            |       |                             |                   |
| 16.01.1937 | AZS Warszawa               | 2:0   | WKS Łódź                    | 15:9, 15:10       |
| 16.01.1937 | YMCA Kraków                | 2:0   | Sokół Piotrków Trybunalski  | 15:12, 15:7       |
|            |                            |       |                             |                   |
| 16.01.1937 | AZS Warszawa               | 2:0   | Jedność Ostrów Wielkopolski | 15:4, 15:1        |
| 16.01.1937 | WKS Łódź                   | 2:1   | Sokół Piotrków Trybunalski  | 15:1, 13:15, 15:5 |

- Grupa II: Polonia Warszawa, Ognisko Wilno, WKS Katowice, WKS Gryf Toruń, Sokół II Lwów.

 Wyniki grupy II 
| Data       | Drużyna 1        | Wynik | Drużyna 2        | Sety                         |
| ---------- | ---------------- | ----- | ---------------- | ---------------------------- |
| 15.01.1937 | Sokół II Lwów    | 2:0   | Gryf Toruń       | 15:11, 15:13                 |
| 15.01.1937 | Ognisko Wilno    | 2:0   | KPW Katowice     | 15:12, 15:11                 |
|            |                  |       |                  |                              |
| 15.01.1937 | Polonia Warszawa | 2:1   | Gryf Toruń       | 15:13, 13:15, 15:6 (protest) |
| 15.01.1937 | Sokół II Lwów    | 2:0   | Ognisko Wilno    | 15:11, 15:11                 |
|            |                  |       |                  |                              |
| 15.01.1937 | Polonia Warszawa | 2:0   | KPW Katowice     | 15:5, 15:3                   |
| 16.01.1937 | Polonia Warszawa | 2:1   | Sokół II Lwów    | 13:15, 15:3, 15:10           |
|            |                  |       |                  |                              |
| 16.01.1937 | Ognisko Wilno    | 2:0   | Gryf Toruń       | 15:6, 15:6                   |
| 16.01.1937 | Sokół II Lwów    | 2:0   | KPW Katowice     | 15:12, 15:6                  |
|            |                  |       |                  |                              |
| 16.01.1937 | Ognisko Wilno    | 2:1   | Polonia Warszawa | 8:15, 16:14, 15:11           |
| 16.01.1937 | Gryf Toruń       | 2:1   | KPW Katowice     | 12:15, 15:7, 15:12           |

W związku z grą w meczu Polonia - Gryf niezgłoszonego wcześniej do rozgrywek gracza z Torunia, wynik meczu został zweryfikowany na 2:0 dla "Czarnych Koszul". W efekcie zespół Polonii wyprzedził Ognisko Wilno w klasyfikacji grupy II (zajął 2 miejsce) i to on miał awansować do fazy finałowej. Postanowiono jednak, że najbardziej sprawiedliwym rozwiązaniem będzie rozegranie dodatkowego meczu pomiędzy Polonią Warszawa a KPW Ogniskiem Wilno i dopiero jego zwycięzca miał przejść do dalszych rozgrywek.
Dodatkowy mecz
| Data       | Drużyna 1        | Wynik | Drużyna 2     | Sety             |
| ---------- | ---------------- | ----- | ------------- | ---------------- |
| 17.01.1937 | Polonia Warszawa | 2:1   | Ognisko Wilno | 5:15, 15:8, 15:9 |

W finale zagrały : Polonia Warszawa, AZS Warszawa, Sokół II Lwów, YMCA Kraków
 Wyniki fazy finałowej 
| Data       | Drużyna 1        | Wynik | Drużyna 2     | Sety              |
| ---------- | ---------------- | ----- | ------------- | ----------------- |
| 17.01.1937 | Polonia Warszawa | 2:0   | AZS Warszawa  | 15:11, 15:12      |
| 17.01.1937 | Sokół II Lwów    | 2:1   | YMCA Kraków   | 15:12, 9:15, 15:8 |
|            |                  |       |               |                   |
| 17.01.1937 | AZS Warszawa     | 2:0   | YMCA Kraków   | 15:8 15:4         |
| 17.01.1937 | Polonia Warszawa | 2:1   | Sokół II Lwów | 8:15 15:10 15:10  |
|            |                  |       |               |                   |
| 17.01.1937 | Polonia Warszawa | 2:0   | YMCA Kraków   | 15:5 16:14        |
| 17.01.1937 | AZS Warszawa     | 2:0   | Sokół II Lwów | 15:9 15:12        |

Mecz o 5 miejsce
| Data       | Drużyna 1     | Wynik | Drużyna 2 | Sety       |
| ---------- | ------------- | ----- | --------- | ---------- |
| 17.01.1937 | Ognisko Wilno | 2:0   | WKS Łódź  | 15:3, 15:6 |

Mecz o 7 miejsce
| Data       | Drużyna 1  | Wynik | Drużyna 2                  | Sety              |
| ---------- | ---------- | ----- | -------------------------- | ----------------- |
| 17.01.1937 | Gryf Toruń | 2:1   | Sokół Piotrków Trybunalski | 15:9, 6:15, 15:11 |

Mecz o 9 miejsce
| Data       | Drużyna 1    | Wynik | Drużyna 2           | Sety               |
| ---------- | ------------ | ----- | ------------------- | ------------------ |
| 17.01.1937 | KPW Katowice | 2:1   | Jedność Ostrów Wlkp | 15:4, 14:16, 15:12 |

## Składy drużyn
- Polonii Warszawa: Bohdan Perkowski, Wiktor Kwast, Tadeusz Kwast, Henryk Jaźnicki, Janusz Obuchowicz, Stefan Witterberg, Jan Nowicki, Stanisław Kwast.
- AZS Warszawa: Romuald Wirszyłło, L. Stypiński,  B. Kozłowski, J. Lutz, Z. Nowakowski, K. Staniszewski, E. Olszewski.
- Sokół II Lwów: K. Ziemba, J. Vrabetz, F. Bykowski, J. Tilscher, M. Scheler, Z. Górecki.[2]
- YMCA Kraków: Żurek, Prysiński, Stok, Paczucha, Adamowski, Wątocki.
- Ognisko Wilno: Butkiewicz, Kluk, Wojciechowski, Szymanowski, Puskarzewicz, Piątkowski, Dzierżyński.
- WKS Łódź: Joss, Zieliński, Hołyszewski, Biskupski, Kopczyński, Stypiński.
- Gryf Toruń: Pełczykowski, Perkowski, Koralewski, Jabłoński, Tomaszewski, Lewandowski.
- Sokół Piotrków: Łobaczewski, Daszkowski, Gordulski, Maszkowski, Wełnowski, Kwiatkowski, Chejwa.
- KPW Katowice: T. Rzebik, J Rzebik, Rospędowski, "Zbroiński," Fernys, Urban, Oleś, Kęcki.
- Jedność Ostrów Wlkp.: Matuszak, C. Szczepaniak, K. Szczepanik, Picenciak, Słupianek, Szukalski.

## Klasyfikacja końcowa
| Miejsce | Drużyna              |
| ------- | -------------------- |
| złoto   | Polonia Warszawa     |
| 2.      | AZS Warszawa         |
| 3.      | Sokół II Lwów        |
| 4.      | YMCA Kraków          |
| 5.      | Ognisko Wilno        |
| 6.      | WKS Łódź             |
| 7.      | WKS Gryf Toruń       |
| 8.      | Sokół Piotrków Tryb. |
| 9.      | KPW Katowice         |
| 10.     | Jedność Ostrów Wlkp. |

## Dodatkowe informacje
- Unia Lublin zgłosiła drużynę po terminie, dlatego nie została dopuszczona do turnieju.
- Zawodnicy drużyn spoza Warszawy mieszkali w gimnazjum im. Batorego a jadali posiłki w YMCA.